# Fortuna (planetka)
(19) Fortuna je jednou z největších planetek v hlavním pásu planetek. Složením se podobá trpasličí planetě (1) Ceres; má tmavý povrch pokrytý jednoduchými uhlíkatými látkami.

## Historie
Objevil ji J. R. Hind, a to 22. srpna 1852 na londýnské soukromé hvězdárně George Bishopa. Pojmenoval ji po Fortuně, římské bohyni štěstí.

## Popis objektu
Tato planetka patří na základě spektroskopických průzkumů do skupiny C, tedy uhlíkatých objektů a to do podskupiny G, neboť v infračervené oblasti byly zjištěny spektrální pásy, odpovídající chemickým vazbám C—H. Dá se z toho usoudit, že její povrch obsahuje značné množství tholinu, vznikajícího fotolýzou uhlovodíků působením jednak slunečního ultrafialového záření, tak korpuskulárního kosmického záření. Další spektrální pásy ukazují na přítomnost hydratovaných křemičitanů a oxidů železa. Zdá se být prokázané, že se její povrch nejvíce blíží složení chondritických meteoritů třídy CM. Někteří astronomové tuto planetku dokonce spolu s (1) Ceres považují za mateřské těleso uhlíkatých chonditů (např. meteoritu Murchison).
V roce 1993 uskutečnil Hubbleův vesmírný dalekohled první podrobná pozorování. Bylo zjištěno, že planetka má v průměru asi 0,2 úhlové vteřiny a téměř kulovitý tvar. Pátrání po jejích družicích bylo bezvýsledné.
Několika pozorovaných zákrytů hvězd bylo též použito k upřesnění velikosti tohoto tělesa.

## Průzkum objektu
Tato planetka dosud nebyla zblízka zkoumána žádnou pozemskou sondou. V 90. létech 20. stol. ruští vědci ve spolupráci s německými ji navrhovali jako jeden z možných cílů kosmické mise s cílem odběru vzorků hornin vzhledem k tomu, že se pohybuje ve vnitřní části hlavního pásu planetek a protože představuje zřejmě charakteristického zástupce třídy objektů s málo přeměněným materiálem z doby formování sluneční soustavy. Byla též na seznamu potenciálních cílů pozorování zblízka později zrušeného projektu sondy CRAF (Comet Rendezvous and Asteroid Fly-by).